# Гемме
Гемме, Ґемме (італ. Ghemme, п'єм. Ghem) — муніципалітет в Італії, у регіоні П'ємонт,  провінція Новара.

## Загальна інформація
Гемме розташоване на відстані близько 530 км на північний захід від Рима, 85 км на північний схід від Турина, 23 км на північний захід від Новари.
Населення — 3671 особа (2014).

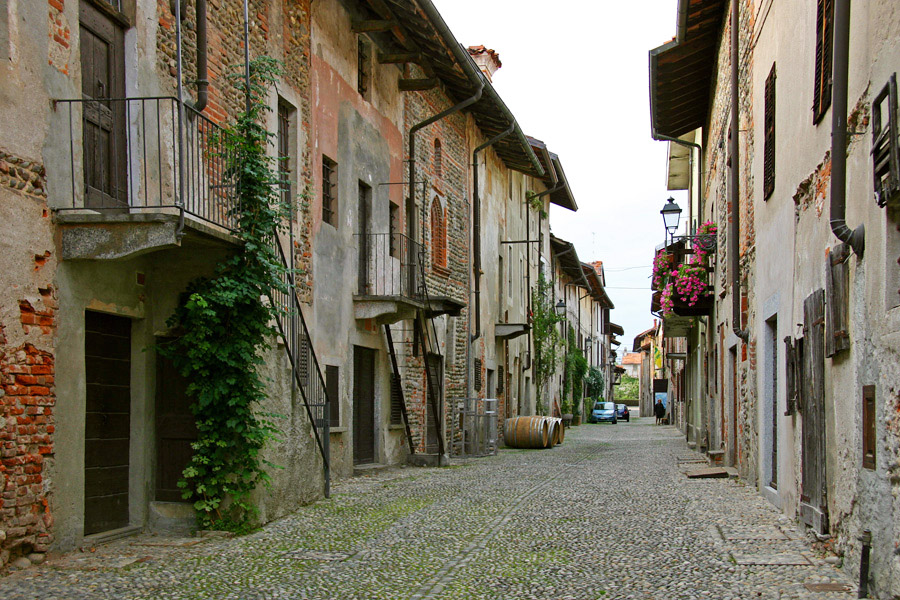

Навколо муніципалітету розташована однойменна виноробна зона, яка виробляє вино категорії DOCG з винограду сорту неббіоло.
Щорічний фестиваль відбувається першої п'ятниці травня. Покровитель — Beata Panacea.

## Демографія
Населення за роками:

Станом на 1 січня 2023 року в муніципалітеті офіційно проживало 350 іноземців з 44 країн, серед них 90 громадян країн Євросоюзу та 34 громадяни України.

## Сусідні муніципалітети
- Карпіньяно-Сезія
- Кавальйо-д'Агонья
- Фонтането-д'Агонья
- Гаттінара
- Лента
- Романьяно-Сезія
- Сіццано